# Iñaki Urdangarin
Iñaki Urdangarin Liebaert (Zumárraga, Guipúzcoa, 15 de enero de 1968) es un exbalonmanista español. Fue cónyuge de la infanta Cristina de Borbón desde 1997 hasta 2023.
Durante su carrera deportiva, que abarca desde 1986 al año 2000, compitió en la sección de balonmano del F. C. Barcelona, con el que ganó seis Copas de Europa y diez Ligas Asobal, además de obtener, con la selección española, dos medallas de bronce en juegos olímpicos. Tras su retirada del ámbito deportivo, se centró en la actividad empresarial.
Contrajo matrimonio con la infanta Cristina de Borbón en 1997. En enero de 2022, tras una gran polémica por unas fotos publicadas con otra mujer, él y la infanta se separaron.
Fue condenado a más de cinco años de prisión por malversación, fraude, prevaricación, delitos fiscales y tráfico de influencias.

## Biografía

### Formación y carrera profesional
Nacido en la localidad guipuzcoana de Zumárraga, pasó su infancia en Vitoria y Barcelona. Es hijo de Juan María Urdangarin Berriochoa, militante histórico del PNV y expresidente de la Caja de Ahorros de Vitoria y Álava (Caja Vital) y Claire Liebaert Courtain, una mujer belga. Jugó profesionalmente en la sección de balonmano del F. C. Barcelona durante catorce temporadas, entre 1986 y 2000. Fue internacional por la selección de balonmano de España en tres Juegos Olímpicos, contribuyendo a la consecución de dos medallas de bronce en los de Atlanta 1996 y Sídney 2000, además de una medalla de bronce en un Europeo. En el año 2000 se retiró de la competición. En 1995 quedó exento del servicio militar (obligatorio en la época) por padecer sordera total.
El 4 de octubre de 1997 se casó con la infanta Cristina de Borbón en la catedral de Santa Eulalia de Barcelona, ocasión por la cual el rey Juan Carlos I concedió a su hija el título de duquesa de Palma de Mallorca. Han tenido cuatro hijos que ocupan los puestos séptimo al décimo en el orden de sucesión al rey Felipe VI:
- Juan Valentín de Todos los Santos, nacido el 29 de septiembre de 1999.
- Pablo Nicolás Sebastián de Todos los Santos, nacido el 6 de diciembre de 2000.
- Miguel de Todos los Santos, nacido el 30 de abril de 2002.
- Irene de Todos los Santos, nacida el 5 de junio de 2005.

Miembro del Comité Olímpico Español (COE) desde 2001 —un año después de su retirada—, el 16 de febrero de 2004 fue nombrado vicepresidente primero de dicho organismo. Ocupó el cargo hasta octubre de 2005, cuando Alejandro Blanco reemplazó a José María Echevarría en la presidencia del COE.
Es diplomado en Ciencias Empresariales por la Universidad de Barcelona, así como licenciado en Administración y Dirección de Empresas, máster en Formación e Intervención de Empresas y máster en Business Administration por ESADE. Cabe destacar que en mayo de 2018 el periódico Ara puso de manifiesto que obtuvo sus títulos de licenciado y máster en ESADE en solamente dos cursos, gracias a una convalidación extraordinaria de su primera diplomatura en la Universidad de Barcelona, sospechándose trato de favor.

### Actividad empresarial
En 2003 se asoció con su antiguo profesor de Esade Diego Torres para dirigir la Asociación Instituto de Investigación Aplicada, que rebautizan como Instituto Nóos. En junio de 2006 dejó la presidencia de Fundación Nóos y fue designado consejero de Telefónica Internacional en Barcelona y  presidente de honor del Foro Generaciones Interactivas, formado por Telefónica, la Universidad de Navarra y la Organización Universitaria Interamericana. En 2009 fue ascendido a consejero y presidente de la Comisión de Asuntos Públicos de Telefónica Latinoamérica y Estados Unidos, con un sueldo anual rondando el millón de euros y trasladando su residencia en agosto de 2009 a Washington D. C. En julio del 2012, Telefónica/Movistar renovó su contrato, que vencía el 31 del mismo mes, por un año con un sueldo de 1,5 millones de euros y gastos de representación por un valor de 1,2. Su contrato preveía, además, un finiquito de 4,5 millones en caso de cese.

### Condenado por corrupción
En noviembre de 2011, Urdangarin y sus socios fueron investigados en el caso Babel, derivado de la investigación del caso Palma Arena. El 10 de noviembre apareció en los medios de comunicación la noticia de una probable imputación por un supuesto desvío de dinero público desde el Instituto Nóos que presidía. Mediante un comunicado, Zarzuela apartó a Iñaki Urdangarin de sus actos oficiales el 12 de diciembre de 2011, porque su comportamiento no era «ejemplar» para la Casa del Rey.
Unos días después, el 29 de diciembre, Urdangarin fue imputado por el juez José Castro, y se citó para comparecer el día 6 de febrero de 2012, pudiéndose atrasar esta fecha si así era de interés para su representación. Dos días después de la imputación, el juez Castro aceptó retrasar la declaración de Urdangarin como imputado al día 25 de febrero. La declaración de Urdangarin duró más de 22 horas, durante el día 25 y la madrugada del 27 de febrero; declaró que no conocía la existencia de empresas para desviar dinero público, culpabilizó a Diego Torres y aseguró que el papel de la infanta Cristina en la trama empresarial era meramente testimonial y que el rey le pidió que se desvinculara de sus actividades profesionales. Los cargos por los que la Fiscalía anticorrupción le imputa son malversación, estafa, fraude a la Administración, prevaricación, falsedad, dos delitos contra la Hacienda Pública y blanqueo de capitales.
También es investigado Carlos García Revenga, tesorero del Instituto Nóos, secretario de las infantas y trabajador a sueldo de la Casa del Rey.
El diario El País encontró un documento de un presupuesto sospechoso por un evento internacional que el instituto Nóos organizó cuando Urdangarin llevaba su gestión (2004-2006). Se cree que persuadió a varias administraciones públicas (principalmente gobiernos de comunidades autónomas) para firmar acuerdos con este instituto (que se suponía una organización sin ánimo de lucro) tanto por trabajos, que nunca se hicieron, como otros con presupuestos desorbitados de hasta 5 800 000 euros provenientes de administraciones públicas.
En septiembre de 2012, los duques de Palma regresaron a vivir a España, a la capital catalana. Iñaki Urdangarin solicitó una excedencia temporal a Telefónica. El 19 de diciembre, la Fiscalía Anticorrupción solicitó una fianza de 8 189 448 euros para el duque de Palma, su exsocio Diego Torres y las empresas administradas por ambos imputados, y a través de las cuales presuntamente desviaron los fondos públicos y privados que obtuvieron a través del Instituto Nóos. El fiscal Pedro Horrach solicitaba de este modo que se abriera una pieza separada de responsabilidad civil, en el marco de la cual se diera traslado a las partes personadas en el caso Nóos para que se pronunciasen e hiciesen las alegaciones que estimaren oportunas, tras lo cual el juez, José Castro, dictará un auto mediante el que decidirá si estima o no la petición de la fiscalía.
A comienzos de 2013, la Casa Real borró de su web la página propia que le correspondía a Urdangarin como miembro de la familia real y tan sólo deja su nombre e imagen, como esposo de Cristina y duque de Palma, en la página personal de la infanta. El 30 de enero, la Junta de gobierno del Ayuntamiento de Palma de Mallorca acordó que la céntrica vía de la ciudad deje de denominarse Rambla de los Duques de Palma de Mallorca, nombre que llevaba desde 1998, para devolver el original de «Rambla». Asimismo, el consistorio decidió pedir a Urdangarin que evitara el uso de su título, del que el titular se había mofado en unos correos electrónicos hechos públicos y firmados como «El duque em... Palma... do». El portavoz del consistorio, Julio Martínez, del Partido Popular (PP), declaró que la decisión se tomó por unanimidad de todas las fuerzas políticas y debido a la «demanda generalizada» de la ciudadanía. En mayo de 2014, la Agencia Tributaria confirmó al juez Castro que Urdangarin defraudó más de 240.000 euros, en el IRPF de los años 2007 y 2008.
El 17 de febrero de 2017, la Audiencia Provincial de Palma sentenció a Urdangarin a 6 años y 3 meses de cárcel siendo acusado por los siguientes delitos:
1. Un delito continuado de prevaricación en concurso medial con un delito de falsedad en documento público y con un delito de malversación de caudales públicos, por el que se le condena a 2 años y 8 meses de prisión, a una multa de 7 meses y 17 días con una cuota diaria de diez euros y a 2 años y 7 meses de inhabilitación especial para empleo o cargo público autonómico y local de la comunidad autónoma de Baleares.
2. Un delito de fraude a la Administración Pública, por el que se le condena a 7 meses de prisión y a 4 años y 6 meses de inhabilitación especial para empleo o cargo público autonómico y local de la comunidad autónoma de Baleares.
3. Un delito de tráfico de influencias, por el que se le condena a 1 año de prisión.
4. Un delito contra la Hacienda Pública, por el que se le condena a 1 año de prisión y a una multa del duplo de la cantidad defraudada (259 478,38 euros).
5. Un delito contra la Hacienda Pública, por el que se le condena a 1 año de prisión y a una multa del duplo de la cantidad defraudada (253 075,30 euros).

Esto hace un resultado de 7 años y un mes de inhabilitación especial y una multa de 513 553,68 euros.
Urdangarin presentó un recurso ante el Tribunal Supremo que decidió no aplicar medidas cautelares, por lo que mientras se resuelve Urdangarin no irá a la cárcel, podrá vivir en Suiza y no tendrá que abonar fianza.
Ratificada su condena, que quedó fijada en 5 años y 10 meses de prisión, el 18 de junio de 2018 ingresó en la prisión de Brieva.

## Trayectoria deportiva

### FC Barcelona
- Títulos internacionales:

- 6 Copas de Europa: 1990-1991, 1995-1996, 1996-1997, 1997-1998, 1998-1999 y 1999-2000.
- 2 Recopa de Europa de Balonmano: 1993-1994, 1994-1995.
- 4 Supercopa de Europa de Balonmano: 1995-1996, 1996-1997, 1997-1998, 1998-1999.

- Títulos nacionales:

- 10 Liga ASOBAL:
- 7 Copa del Rey de Balonmano:
- 9 Supercopa de España de Balonmano:
- 3 Copa ASOBAL:

- Títulos regionales:

- 11 Liga Catalana de Balonmano:

### Selección española
Fue 154 veces internacional con la Selección española, con la que participó en 9 grandes eventos internacionales:
- Juegos Olímpicos de Barcelona 1992: quinto.
- Juegos Olímpicos de Atlanta 1996: tercero y medalla de bronce.
- Juegos Olímpicos de Sídney 2000: tercero y medalla de bronce.
- Mundial Junior de España de 1989: segundo y medalla de plata.
- Mundial de Suecia de 1993: quinto.
- Mundial de Japón de 1997: séptimo.
- Mundial de Egipto de 1999: cuarto.
- Europeo de Portugal de 1994: quinto.
- Europeo de Croacia de 2000: tercero y medalla de bronce.

Fue elegido abanderado de la delegación española para la ceremonia de clausura de los Juegos Olímpicos de Sídney.

## Controversia
A finales de 2011 se hizo pública su implicación en un escándalo de corrupción, el llamado Caso Nóos, junto con su antiguo socio empresarial Diego Torres Pérez. Debido a esto y al avance de las investigaciones que iban conociéndose a través de los medios de comunicación, La Zarzuela apartó a Urdangarin de sus actos oficiales el 12 de diciembre de 2011, considerando que su comportamiento no había sido «ejemplar» para la Casa Real. Desde ese momento, su imagen pública se ha visto progresivamente muy deteriorada entre la sociedad española.
El 17 de febrero de 2017, el tribunal encontró a Urdangarin culpable de fraude fiscal y le impuso una condena de seis años y tres meses. Urdangarin presentó un recurso ante el Tribunal Supremo que decidió no aplicar medidas cautelares, por lo que mientras se resolvía, Urdangarin no fue a la cárcel, pudo vivir en Suiza y no tuvo que abonar fianza.
En junio de 2018 se confirmó su condena con una rebaja de cinco meses e ingresó en el penal de Brieva para cumplir una pena de cinco años.

## Distinciones
- Caballero Gran Cruz de la Orden de la Corona de Roble (Gran Ducado de Luxemburgo, 7 de mayo de 2001).[43]
- Caballero Gran Cruz de la Real Orden del Mérito Deportivo (Reino de España, 30 de noviembre de 2001).[44][45]
- Caballero Gran Cruz de la Orden del Mérito de la República Federal de Alemania (República Federal de Alemania, 11 de noviembre de 2002).[46]

## Ducado de Palma de Mallorca
Con ocasión de su enlace matrimonial, la infanta Cristina recibió de su padre, el rey Juan Carlos I, el título de duquesa de Palma de Mallorca (comúnmente acortado como «duquesa de Palma») el 26 de septiembre de 1997. Tras la boda, y a pesar de que los títulos de la Casa Real son personales y no los puede ostentar el cónyuge, la pareja era comúnmente tratada como «duques de Palma» e Iñaki Urdangarin como «duque de Palma», incluso por la propia Casa Real.
El 11 de junio de 2015, mientras el matrimonio se encontraba imputado por delito fiscal, el rey Felipe VI, cuñado de Iñaki, revocó la facultad de usar el título a su hermana, la infanta Cristina. Sin embargo, Iñaki Urdangarin conservó el tratamiento de excelentísimo señor ya que, si bien dejó de ser consorte de una duquesa, aún era caballero Gran Cruz de la Real Orden del Mérito Deportivo y ese es el tratamiento que también le corresponde por ostentar dicha distinción.

## Ancestros
| \| \| \| \| \| \| \| \| \| \| \| \| \| \| \| \| \| \| \| \| 16. Juan Miguel de Urdangarin Zarranz \| \| \| \| \| \| \| \| \| \| \| \| \| \| \| \| \| \| \| \| \| \| \| \| \| \| \| \| \| \| \| \| \| \| \| \| \| \| \| \| \| \| \| \| \| \| \| \| \| \| \| \| \| \| 8. Diego Urdangarin Arrizabalaga \| \| \| \| \| \| \| \| \| \| \| \| \| \| \| \| \| \| \| \| \| \| \| \| \| \| \| \| \| \| \| \| \| \| \| \| \| \| \| \| \| \| \| \| \| \| \| \| \| \| \| \| \| \| 17. María Martina de Arrizabalaga Mendizabal \| \| \| \| \| \| \| \| \| \| \| \| \| \| \| \| \| \| \| \| \| \| \| \| \| \| \| \| \| \| \| \| \| \| \| \| \| \| \| \| \| \| \| \| \| \| \| \| \| \| \| \| \| \| 4. Laureano de Urdangarín y Larrañaga \| \| \| \| \| \| \| \| \| \| \| \| \| \| \| \| \| \| \| \| \| \| \| \| \| \| \| \| \| \| \| \| \| \| \| \| \| \| \| \| \| \| \| \| \| \| \| \| \| \| \| \| \| \| 18. Antonio María de Larrañaga Gallastegui \| \| \| \| \| \| \| \| \| \| \| \| \| \| \| \| \| \| \| \| \| \| \| \| \| \| \| \| \| \| \| \| \| \| \| \| \| \| \| \| \| \| \| \| \| \| \| \| \| \| \| \| \| \| 9. María Luciana Larrañaga Mendizabal \| \| \| \| \| \| \| \| \| \| \| \| \| \| \| \| \| \| \| \| \| \| \| \| \| \| \| \| \| \| \| \| \| \| \| \| \| \| \| \| \| \| \| \| \| \| \| \| \| \| \| \| \| \| 19. María Micaela de Mendizábal Larrañaga \| \| \| \| \| \| \| \| \| \| \| \| \| \| \| \| \| \| \| \| \| \| \| \| \| \| \| \| \| \| \| \| \| \| \| \| \| \| \| \| \| \| \| \| \| \| \| \| \| \| \| \| \| \| 2. Juan María Urdangarin Berriochoa \| \| \| \| \| \| \| \| \| \| \| \| \| \| \| \| \| \| \| \| \| \| \| \| \| \| \| \| \| \| \| \| \| \| \| \| \| \| \| \| \| \| \| \| \| \| \| \| \| \| \| \| \| \| 20. Andrés Mateo de Berrio-Ochoa Garaizábal-Zenita \| \| \| \| \| \| \| \| \| \| \| \| \| \| \| \| \| \| \| \| \| \| \| \| \| \| \| \| \| \| \| \| \| \| \| \| \| \| \| \| \| \| \| \| \| \| \| \| \| \| \| \| \| \| 10. Aniceto Genaro de Berrio Ochoa y Berriozabalbeitia \| \| \| \| \| \| \| \| \| \| \| \| \| \| \| \| \| \| \| \| \| \| \| \| \| \| \| \| \| \| \| \| \| \| \| \| \| \| \| \| \| \| \| \| \| \| \| \| \| \| \| \| \| \| 21. Ana Tomasa de Berriozabalbeitia Cortabarria \| \| \| \| \| \| \| \| \| \| \| \| \| \| \| \| \| \| \| \| \| \| \| \| \| \| \| \| \| \| \| \| \| \| \| \| \| \| \| \| \| \| \| \| \| \| \| \| \| \| \| \| \| \| 5. Ana de Berriochoa y Elgarresta \| \| \| \| \| \| \| \| \| \| \| \| \| \| \| \| \| \| \| \| \| \| \| \| \| \| \| \| \| \| \| \| \| \| \| \| \| \| \| \| \| \| \| \| \| \| \| \| \| \| \| \| \| \| 22. José María Elgarresta Legorburu \| \| \| \| \| \| \| \| \| \| \| \| \| \| \| \| \| \| \| \| \| \| \| \| \| \| \| \| \| \| \| \| \| \| \| \| \| \| \| \| \| \| \| \| \| \| \| \| \| \| \| \| \| \| 11. Juliana de Elgarresta Arrizabalaga \| \| \| \| \| \| \| \| \| \| \| \| \| \| \| \| \| \| \| \| \| \| \| \| \| \| \| \| \| \| \| \| \| \| \| \| \| \| \| \| \| \| \| \| \| \| \| \| \| \| \| \| \| \| 23. Josefa Nicolasa Arrizabalaga Lizarralde \| \| \| \| \| \| \| \| \| \| \| \| \| \| \| \| \| \| \| \| \| \| \| \| \| \| \| \| \| \| \| \| \| \| \| \| \| \| \| \| \| \| \| \| \| \| \| \| \| \| \| \| \| \| 1. Iñaki Urdangarin y Liebaert \| \| \| \| \| \| \| \| \| \| \| \| \| \| \| \| \| \| \| \| \| \| \| \| \| \| \| \| \| \| \| \| \| \| \| \| \| \| \| \| \| \| \| \| \| \| \| \| \| \| \| \| \| \| 24. Augustinus Frans Liebaert \| \| \| \| \| \| \| \| \| \| \| \| \| \| \| \| \| \| \| \| \| \| \| \| \| \| \| \| \| \| \| \| \| \| \| \| \| \| \| \| \| \| \| \| \| \| \| \| \| \| \| \| \| \| 12. Firmin François Liebaert \| \| \| \| \| \| \| \| \| \| \| \| \| \| \| \| \| \| \| \| \| \| \| \| \| \| \| \| \| \| \| \| \| \| \| \| \| \| \| \| \| \| \| \| \| \| \| \| \| \| \| \| \| \| 25. Pelagie Verbouw \| \| \| \| \| \| \| \| \| \| \| \| \| \| \| \| \| \| \| \| \| \| \| \| \| \| \| \| \| \| \| \| \| \| \| \| \| \| \| \| \| \| \| \| \| \| \| \| \| \| \| \| \| \| 6. Guillaume Pierre Auguste Liebaert \| \| \| \| \| \| \| \| \| \| \| \| \| \| \| \| \| \| \| \| \| \| \| \| \| \| \| \| \| \| \| \| \| \| \| \| \| \| \| \| \| \| \| \| \| \| \| \| \| \| \| \| \| \| 13. Pharaïlde Marie Vercruysse \| \| \| \| \| \| \| \| \| \| \| \| \| \| \| \| \| \| \| \| \| \| \| \| \| \| \| \| \| \| \| \| \| \| \| \| \| \| \| \| \| \| \| \| \| \| \| \| \| \| \| \| \| \| 3. Claire Liebaert Courtain \| \| \| \| \| \| \| \| \| \| \| \| \| \| \| \| \| \| \| \| \| \| \| \| \| \| \| \| \| \| \| \| \| \| \| \| \| \| \| \| \| \| \| \| \| \| \| \| \| \| \| \| \| \| 28. Lucianus Emilius Josephus Courtain \| \| \| \| \| \| \| \| \| \| \| \| \| \| \| \| \| \| \| \| \| \| \| \| \| \| \| \| \| \| \| \| \| \| \| \| \| \| \| \| \| \| \| \| \| \| \| \| \| \| \| \| \| \| 14. Josephus Ludovicus Jacobus Courtain \| \| \| \| \| \| \| \| \| \| \| \| \| \| \| \| \| \| \| \| \| \| \| \| \| \| \| \| \| \| \| \| \| \| \| \| \| \| \| \| \| \| \| \| \| \| \| \| \| \| \| \| \| \| 29. Maria Helena Geiter \| \| \| \| \| \| \| \| \| \| \| \| \| \| \| \| \| \| \| \| \| \| \| \| \| \| \| \| \| \| \| \| \| \| \| \| \| \| \| \| \| \| \| \| \| \| \| \| \| \| \| \| \| \| 7. Marie Émilie Courtain \| \| \| \| \| \| \| \| \| \| \| \| \| \| \| \| \| \| \| \| \| \| \| \| \| \| \| \| \| \| \| \| \| \| \| \| \| \| \| \| \| \| \| \| \| \| \| \| \| \| \| \| \| \| 30. Franciscus Philippus Josephus Genicot \| \| \| \| \| \| \| \| \| \| \| \| \| \| \| \| \| \| \| \| \| \| \| \| \| \| \| \| \| \| \| \| \| \| \| \| \| \| \| \| \| \| \| \| \| \| \| \| \| \| \| \| \| \| 15. Maria Ludovica Florentina Cornelia Hubertina Genicot \| \| \| \| \| \| \| \| \| \| \| \| \| \| \| \| \| \| \| \| \| \| \| \| \| \| \| \| \| \| \| \| \| \| \| \| \| \| \| \| \| \| \| \| \| \| \| \| \| \| \| \| \| \| 31. Maria Isabella Cornelia Hubertina Salsmans \| \| \| \| \| \| \| \| \| \| \| \| \| \| \| \| \| \| \| \| \| \| \| \| \| \| \| \| \| \| \| \| \| \| \| \| \| \| \| \| \| \| \| \| \| \| \| \| \| \| \| \| |                                                          |  |  |  |  |  |  |  |  |  |  |  |  |  |  |  |
| |                                                          |  |  |  |  |  |  |  |  |  |  |  |  |  |  |  |
| | 16. Juan Miguel de Urdangarin Zarranz                    |  |  |  |  |  |  |  |  |  |  |  |  |  |  |  |
| |                                                          |  |  |  |  |  |  |  |  |  |  |  |  |  |  |  |
| |                                                          |  |  |  |  |  |  |  |  |  |  |  |  |  |  |  |
| | 8. Diego Urdangarin Arrizabalaga                         |  |  |  |  |  |  |  |  |  |  |  |  |  |  |  |
| |                                                          |  |  |  |  |  |  |  |  |  |  |  |  |  |  |  |
| |                                                          |  |  |  |  |  |  |  |  |  |  |  |  |  |  |  |
| | 17. María Martina de Arrizabalaga Mendizabal             |  |  |  |  |  |  |  |  |  |  |  |  |  |  |  |
| |                                                          |  |  |  |  |  |  |  |  |  |  |  |  |  |  |  |
| |                                                          |  |  |  |  |  |  |  |  |  |  |  |  |  |  |  |
| | 4. Laureano de Urdangarín y Larrañaga                    |  |  |  |  |  |  |  |  |  |  |  |  |  |  |  |
| |                                                          |  |  |  |  |  |  |  |  |  |  |  |  |  |  |  |
| |                                                          |  |  |  |  |  |  |  |  |  |  |  |  |  |  |  |
| | 18. Antonio María de Larrañaga Gallastegui               |  |  |  |  |  |  |  |  |  |  |  |  |  |  |  |
| |                                                          |  |  |  |  |  |  |  |  |  |  |  |  |  |  |  |
| |                                                          |  |  |  |  |  |  |  |  |  |  |  |  |  |  |  |
| | 9. María Luciana Larrañaga Mendizabal                    |  |  |  |  |  |  |  |  |  |  |  |  |  |  |  |
| |                                                          |  |  |  |  |  |  |  |  |  |  |  |  |  |  |  |
| |                                                          |  |  |  |  |  |  |  |  |  |  |  |  |  |  |  |
| | 19. María Micaela de Mendizábal Larrañaga                |  |  |  |  |  |  |  |  |  |  |  |  |  |  |  |
| |                                                          |  |  |  |  |  |  |  |  |  |  |  |  |  |  |  |
| |                                                          |  |  |  |  |  |  |  |  |  |  |  |  |  |  |  |
| | 2. Juan María Urdangarin Berriochoa                      |  |  |  |  |  |  |  |  |  |  |  |  |  |  |  |
| |                                                          |  |  |  |  |  |  |  |  |  |  |  |  |  |  |  |
| |                                                          |  |  |  |  |  |  |  |  |  |  |  |  |  |  |  |
| | 20. Andrés Mateo de Berrio-Ochoa Garaizábal-Zenita       |  |  |  |  |  |  |  |  |  |  |  |  |  |  |  |
| |                                                          |  |  |  |  |  |  |  |  |  |  |  |  |  |  |  |
| |                                                          |  |  |  |  |  |  |  |  |  |  |  |  |  |  |  |
| | 10. Aniceto Genaro de Berrio Ochoa y Berriozabalbeitia   |  |  |  |  |  |  |  |  |  |  |  |  |  |  |  |
| |                                                          |  |  |  |  |  |  |  |  |  |  |  |  |  |  |  |
| |                                                          |  |  |  |  |  |  |  |  |  |  |  |  |  |  |  |
| | 21. Ana Tomasa de Berriozabalbeitia Cortabarria          |  |  |  |  |  |  |  |  |  |  |  |  |  |  |  |
| |                                                          |  |  |  |  |  |  |  |  |  |  |  |  |  |  |  |
| |                                                          |  |  |  |  |  |  |  |  |  |  |  |  |  |  |  |
| | 5. Ana de Berriochoa y Elgarresta                        |  |  |  |  |  |  |  |  |  |  |  |  |  |  |  |
| |                                                          |  |  |  |  |  |  |  |  |  |  |  |  |  |  |  |
| |                                                          |  |  |  |  |  |  |  |  |  |  |  |  |  |  |  |
| | 22. José María Elgarresta Legorburu                      |  |  |  |  |  |  |  |  |  |  |  |  |  |  |  |
| |                                                          |  |  |  |  |  |  |  |  |  |  |  |  |  |  |  |
| |                                                          |  |  |  |  |  |  |  |  |  |  |  |  |  |  |  |
| | 11. Juliana de Elgarresta Arrizabalaga                   |  |  |  |  |  |  |  |  |  |  |  |  |  |  |  |
| |                                                          |  |  |  |  |  |  |  |  |  |  |  |  |  |  |  |
| |                                                          |  |  |  |  |  |  |  |  |  |  |  |  |  |  |  |
| | 23. Josefa Nicolasa Arrizabalaga Lizarralde              |  |  |  |  |  |  |  |  |  |  |  |  |  |  |  |
| |                                                          |  |  |  |  |  |  |  |  |  |  |  |  |  |  |  |
| |                                                          |  |  |  |  |  |  |  |  |  |  |  |  |  |  |  |
| | 1. Iñaki Urdangarin y Liebaert                           |  |  |  |  |  |  |  |  |  |  |  |  |  |  |  |
| |                                                          |  |  |  |  |  |  |  |  |  |  |  |  |  |  |  |
| |                                                          |  |  |  |  |  |  |  |  |  |  |  |  |  |  |  |
| | 24. Augustinus Frans Liebaert                            |  |  |  |  |  |  |  |  |  |  |  |  |  |  |  |
| |                                                          |  |  |  |  |  |  |  |  |  |  |  |  |  |  |  |
| |                                                          |  |  |  |  |  |  |  |  |  |  |  |  |  |  |  |
| | 12. Firmin François Liebaert                             |  |  |  |  |  |  |  |  |  |  |  |  |  |  |  |
| |                                                          |  |  |  |  |  |  |  |  |  |  |  |  |  |  |  |
| |                                                          |  |  |  |  |  |  |  |  |  |  |  |  |  |  |  |
| | 25. Pelagie Verbouw                                      |  |  |  |  |  |  |  |  |  |  |  |  |  |  |  |
| |                                                          |  |  |  |  |  |  |  |  |  |  |  |  |  |  |  |
| |                                                          |  |  |  |  |  |  |  |  |  |  |  |  |  |  |  |
| | 6. Guillaume Pierre Auguste Liebaert                     |  |  |  |  |  |  |  |  |  |  |  |  |  |  |  |
| |                                                          |  |  |  |  |  |  |  |  |  |  |  |  |  |  |  |
| |                                                          |  |  |  |  |  |  |  |  |  |  |  |  |  |  |  |
| | 13. Pharaïlde Marie Vercruysse                           |  |  |  |  |  |  |  |  |  |  |  |  |  |  |  |
| |                                                          |  |  |  |  |  |  |  |  |  |  |  |  |  |  |  |
| |                                                          |  |  |  |  |  |  |  |  |  |  |  |  |  |  |  |
| | 3. Claire Liebaert Courtain                              |  |  |  |  |  |  |  |  |  |  |  |  |  |  |  |
| |                                                          |  |  |  |  |  |  |  |  |  |  |  |  |  |  |  |
| |                                                          |  |  |  |  |  |  |  |  |  |  |  |  |  |  |  |
| | 28. Lucianus Emilius Josephus Courtain                   |  |  |  |  |  |  |  |  |  |  |  |  |  |  |  |
| |                                                          |  |  |  |  |  |  |  |  |  |  |  |  |  |  |  |
| |                                                          |  |  |  |  |  |  |  |  |  |  |  |  |  |  |  |
| | 14. Josephus Ludovicus Jacobus Courtain                  |  |  |  |  |  |  |  |  |  |  |  |  |  |  |  |
| |                                                          |  |  |  |  |  |  |  |  |  |  |  |  |  |  |  |
| |                                                          |  |  |  |  |  |  |  |  |  |  |  |  |  |  |  |
| | 29. Maria Helena Geiter                                  |  |  |  |  |  |  |  |  |  |  |  |  |  |  |  |
| |                                                          |  |  |  |  |  |  |  |  |  |  |  |  |  |  |  |
| |                                                          |  |  |  |  |  |  |  |  |  |  |  |  |  |  |  |
| | 7. Marie Émilie Courtain                                 |  |  |  |  |  |  |  |  |  |  |  |  |  |  |  |
| |                                                          |  |  |  |  |  |  |  |  |  |  |  |  |  |  |  |
| |                                                          |  |  |  |  |  |  |  |  |  |  |  |  |  |  |  |
| | 30. Franciscus Philippus Josephus Genicot                |  |  |  |  |  |  |  |  |  |  |  |  |  |  |  |
| |                                                          |  |  |  |  |  |  |  |  |  |  |  |  |  |  |  |
| |                                                          |  |  |  |  |  |  |  |  |  |  |  |  |  |  |  |
| | 15. Maria Ludovica Florentina Cornelia Hubertina Genicot |  |  |  |  |  |  |  |  |  |  |  |  |  |  |  |
| |                                                          |  |  |  |  |  |  |  |  |  |  |  |  |  |  |  |
| |                                                          |  |  |  |  |  |  |  |  |  |  |  |  |  |  |  |
| | 31. Maria Isabella Cornelia Hubertina Salsmans           |  |  |  |  |  |  |  |  |  |  |  |  |  |  |  |
| |                                                          |  |  |  |  |  |  |  |  |  |  |  |  |  |  |  |
| |                                                          |  |  |  |  |  |  |  |  |  |  |  |  |  |  |  |